# Pinanga yassinii
Pinanga yassinii är en enhjärtbladig växtart som beskrevs av John Dransfield. Pinanga yassinii ingår i släktet Pinanga och familjen Arecaceae. Inga underarter finns listade i Catalogue of Life.